# لغة آري
«آري» (آرِ) اسم مجموعة عرقية في الشمال الأوسط لإقليم أومو في الطرف الجنوبي لهضبة الحبشة واسم لغتهم.
اللغة الأم لعدد 158,857 نسمة، منهم 155,002 في المجموعة العرقية التي تحمل الاسم نفسه، لغة ثانية تتحدثها 13,319 نسمة، كما يوجد 129,350 نسمة لا يتحدثون غيرها. (إحصاء 1998).

## التاريخ
عانى شعب آري ضغوطًا كبيرةً للاندماج بعد غزو الإمبراطورية الإثيوبية منطقة نهر أومو في أواخر القرن التاسع عشر، ما أدى إلى انتشار اللغة الأمهرية هناك. مع ذلك نجت لغة الآري؛ اليوم عددٌ من شعب الآري يتحدث الأمهرية بطلاقة.

## اللغة
الآري لغة أفروآسيوية - أوموتية جنوبية.
تعرف أيضا بالأسماء: أري، أرا، أرو، آراي، شانكيلّا، شانكيلّينيا، شانكيلّيجنا
من لهجاتها: گوزّا، باكو، بَيو، گَليلا، لَيدو، سِيْكي، شانگاما، سيدو، وباهامر، زِدّو.

## النحو

### الاسم
إذا كان الاسم غير معروف، لا يتغير صيغته للجمع أو الفرد ولا للإعراب. إذا كان معروف تضيف إليه ـِنَ أو ـِنً (معناه الـ)، وفي ذلك الحال يجب زيادة ـمْ في حال النصب. وإذا كان فرد ومعروف يجب إضافة ـسـ (أو ـتَـ للأنثى) قبل ـِنَ. مثلا:
- تِيلًٰ دٌقَٰ - هناك كأس حاظر.
- تيلًٰ سًٰنْشْتِتْ - اشتريت كأسا.
- تِيلًنَٰ دٌقَٰكْ - الكؤوس حاظرون.
- تِيلًسِٰنْ أَيْسً - انكسر الكأس.
- تِيلًنَمْ أَيْسٌّْتْ - كسرنا الكؤوس.
- تيلًسِنَٰمْ سًٰنْشْتِتْ - اشتريت الكأسَ.

......

## وصلات خارجية
AIZ